# Jahalom

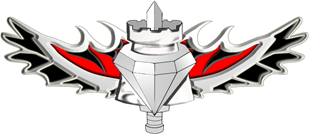
Abzeichen der Ingenieur-Einheit für besondere Aufgaben – Jahalom

Jahalom (hebräisch יהל״ם, deutsch Diamant, Einheit 5528) ist eine Spezialeinheit der israelischen Streitkräfte. Die Bezeichnung ist ein Akronym von hebräisch יחידת הנדסה למשימות מיוחדות, (deutsch Ingenieur-Einheit für besondere Aufgaben).

## Untereinheiten
Die Einheit besteht aus mehreren Untereinheiten.
- Dazu zählen die Pioniere, die Experten für die Entschärfung aller Arten von Sprengstoffen sind.
- Es existiert eine Aufklärungsuntereinheit namens Jael (hebräisch יעל, deutsch Steinbock), die bauliche Zerstörungen vornimmt. Ebenso gehören Festnahmen von Terroristen im Westjordanland zu ihren Aufgaben.
- In den Jahren 2015 bis 2017 wurde mit Sayfan (Gladiole) eine neue Untereinheit aufgestellt, um der wachsenden Bedrohung durch unkonventionelle Waffen, insbesondere aus Syrien, zu begegnen. Diese gegen Giftgas operierende Untereinheit ist überall in Israel in dauernder Alarmbereitschaft und kann innerhalb von 30 Minuten auf jeden Vorfall reagieren.
- Schließlich gibt es noch die Samur-Einheit („Wiesel“), die für den Kampf in den Gaza-Tunneln zuständig ist. Dort muss die Hamas auf engstem Raum bei geringer Beleuchtung und Sauerstoffmangel bekämpft werden. Es werden Roboter und andere technologische Systeme eingesetzt, um Tunneleingänge zu zerstören. Die 2021 entwickelten Schwammbomben (die keinen Sprengstoff enthalten) werden durch die Samur-Einheit eingesetzt und erzeugen eine plötzliche Explosion eines bestimmten Schaums, der sich schnell ausdehnt und dann aushärtet. Sie können dafür verwendet werden, um Tunnelöffnungen im unterirdischen Tunnelsystem in Gaza zu blockieren, aus denen sonst Hamas-Terroristen auftauchen könnten, wenn israelische Soldaten im Krieg in Israel und Gaza infolge des Terrorangriffs der Hamas auf Israel 2023 im Tunnelsystem vordringen.

## Ausstattung und Training
Die Einheiten sind mit Handfeuerwaffen und speziell angefertigten leichten Waffen wie Micro-Tavor-Sturmgewehren mit schweren Geschossen ausgestattet, um das Risiko von Querschlägern an Betonwänden zu reduzieren. Explosionsgeräusche und Pistolenabgase würden in einer solchen Umgebung verstärkt. Jahalom-Angehörige sind auch in Krav Maga für den Nahkampf ausgebildet.